# Duncan I. Steel
| Nummer und Name        | Entdeckungsdatum  |
| ---------------------- | ----------------- |
| (5263) Arrius          | 13. April 1991    |
| (6828) Elbsteel        | 12. November 1990 |
| (9038) Helensteel      | 12. November 1990 |
| (9193) Geoffreycopland | 10. März 1992     |
| (9758) Dainty          | 13. April 1991    |
| (9767) Midsomer Norton | 10. März 1992     |
| (10107) Kenny          | 27. März 1992     |
| (16578) Essjayess      | 29. März 1992     |
| (24734) Kareness       | 10. März 1992     |
| (55815) Melindakim     | 31. Dezember 1994 |
| (58196) Ashleyess      | 10. März 1992     |
| (69311) Russ           | 21. August 1992   |

Duncan I. Steel (* 11. Juni 1955 in Midsomer Norton) ist ein britischer Astronom und Asteroidenentdecker.
An der Universität London erwarb er 1977 Abschlüsse in Physik und Astrophysik sowie 1979 in Optik. 1984 promovierte er an der University of Kent. Seit 2013 lebt er in Wellington, der Hauptstadt Neuseelands.
Er entdeckte zwischen 1990 und 1994 insgesamt zwölf Asteroiden.
Der Asteroid (4713) Steel wurde nach ihm benannt.